# ریشتر ۱۰
ریشتر ۱۰ کتابی علمی-تخیلی نوشتهٔ مشترک آرتور سی. کلارک، نویسندهٔ سریلانکایی، آمریکایی تبار و مایکل مک کوی است. این کتاب توسط محمد قصاع (طبق گفتهٔ مترجم با تعدیل نقل قولهای کتاب راجع به عقاید مسلمانان) به فارسی ترجمه شده و در سال ۱۳۷۷ توسط نشر پیکان منتشر شده است.

## داستان
لوییس کرین، قهرمان داستان، در سن هفت سالگی پدر و مادرش را در اثر زلزله از دست می‌دهد و این باعث می‌شود دغدغهٔ اصلی او در زندگی غلبه بر زمین لرزه و پیشبینی زمان وقوع آن باشد. او به کمک کارمندانی همچون دنی نیوکامب و لانی موفق به پیشبینی چند زلزلهٔ بزرگ می‌شود. دنی نیوکامب دانشمند سیاه‌پوستی که برای او کار می‌کند با تشکیلات امت اسلام -یک گروه اسلامی سیاه‌پوست نژادپرست- که در تلاش است استقلال ایالت مستقل اسلامی را کسب کند ارتباط دارد که این ارتباط نهایتاً باعث می‌شود روابط او با لانی نامزد سفیدپوست او تیره شود. به گونه‌ای که لانی بعدها با کرین ازدواج می‌کند و دنی کینهٔ کرین را به دل می‌گیرد. دولت وقت آمریکا که عملاً مترسکی در دست شرکتهای ثروتمند چینی است به توانمندیهای علمی کرین و دوستانش اعتقاد ندارد و تلاش می‌کند با حمایت ظاهری از شرکت او و دستکاری پنهانی داده‌های زلزله‌شناسی جمع‌آوری شده توسط آنها باعث شود با تکیه بر پیش‌بینی غلط به دست آمده از این داده‌ها و نهایتاً کلاهبردار خواندن کرین در دورهٔ بعدی انتخابات موفق به کسب دوبارهٔ آرا شود. هر چند شرکتهای چینی و دولت با خیانت به کرین برای او مشکل ایجاد می‌کنند اما هدف بزرگ کرین حذف گسلهای زلزله‌ساز زمین با انفجارهای هسته‌ای و پایان بخشیدن به تاریخ زمین‌لرزه‌های زمین است. هدفی که دنی نیوکامب با آن موافق نیست و او را عملاً در برابر کرین قرار می‌دهد.